# Aeroportul Wonju
Aeroportul Wonju (IATA: WJU, ICAO: RKNW) este un aeroport din Hoengseong, Gangwon-do, Coreea de Sud ce deservește zona Wonju. Aeroportul a fost tranzitat în 2022 de 193.239 de pasageri. A fost numit după zona deservită.
Situat la o altitudine de 100 m, aeroportul dispune de o singură pistă.